# Calcio Femminile Südtirol Damen Bolzano 2013-2014
Questa pagina raccoglie i dati riguardanti il Calcio Femminile Südtirol Damen Bolzano Associazione Dilettantistica nelle competizioni ufficiali della stagione 2013-2014.

## Rosa
| N. |                   | Ruolo | Calciatrice           |
| -- | ----------------- | ----- | --------------------- |
|    | Italia (bandiera) | C     | Luciana Bon           |
|    | Italia (bandiera) | D     | Greta Brunello        |
|    | Italia (bandiera) | A     | Martina Brunello      |
|    | Italia (bandiera) | P     | Soraya Caser          |
|    | Italia (bandiera) | C     | Stefania Dallagiacoma |
|    | Italia (bandiera) | A     | Denise De Luca        |
|    | Italia (bandiera) | D     | Eva Maria Dengg       |
|    | Italia (bandiera) | C     | Michela Faes          |
|    | Italia (bandiera) | D     | Irene Ferrari         |
|    | Italia (bandiera) | C     | Martina Menegoni      |

| N. |                   | Ruolo | Calciatrice           |
| -- | ----------------- | ----- | --------------------- |
|    | Italia (bandiera) | A     | Chiara Pasqualini     |
|    | Italia (bandiera) | A     | Nicole Rainer         |
|    | Italia (bandiera) | D     | Desire Righi          |
|    | Italia (bandiera) | A     | Daniela Schwienbacher |
|    | Italia (bandiera) | D     | Gabriella Settecasi   |
|    | Italia (bandiera) | A     | Alessandra Tonelli    |
|    | Italia (bandiera) | C     | Giordana Torresani    |
|    | Italia (bandiera) | P     | Chiara Valzolgher     |
|    | Italia (bandiera) | C     | Silvia Vivirito       |